# عصابات لندن (مسلسل تلفزيوني)
عصابات لندن (بالإنجليزية: Gangs of London)‏، هو مسلسل جريمة تلفزيوني بريطاني و‌أمريكي، قصة الفلم عن صراعات بين عصابات متنافسة وغيرها من المنظمات الإجرامية في مدينة لندن. تم بث جميع الحلقات التسعة في المملكة المتحدة في 23 أبريل 2020 على Sky Atlantic، وفي الولايات المتحدة على سينماكس. تم إنشاء السلسلة من قِبل غاريث إيفانز، الذي اشتهر في عمل أفلام الجريمة، إلى جانب مات فلانري.

## الإنتاج
تم إنتاج الموسم الأول بشكل مشترك مع شبكة الدفع سينماكس كان من المتوقع أن تعرض السلسلة جنبًا إلى جنب. ومع ذلك ، بعد إعلان المديرين التنفيذيين في الشركة الأم  والتر ميديا 
في يناير 2020 أعلنوا أنهم سينتهون من برمجة شركة سينماكس الأصلية ، بدأ منتجوها في التفاوض لنقل المسلسل إلى منفذ أمريكي آخر ، بمشركة شركة سيني ماكس إلى أن أعلنت شركة AMC عن صفقة للاستحواذ على حقوق البث الأمريكية وأصبحت منتجًا مساعدًا لموسم ثان مفوض حديثًا.

## القصة
في قلب لندن ، التي هي واحدة من أكثر مدن العالم ديناميكية ومتعددة الثقافات ، و التي تمزقها الصراعات القوية المضطربة للعصابات الدولية التي تتحكم فيها وفراغ السلطة المفاجئ الذي نشأ عند اغتيال رئيس أقوى عائلة إجرامية في لندن. 
لمدة 20 عامًا ، كان فين والاس ( كولم مياني ) أقوى مجرم في لندن. الذي ربح مليارات الجنيهات من خلال منظمته . لكنه الآن مات - ولا أحد يعرف شيئا عنه.  
بوجود المنافسين في كل مكان ، الأمر متروك لشون والاس ( جو كول ) ، بمساعدة عائلة دوماني برئاسة إد دوماني ( لوسيان مساماتي ) ليحل محل والده. 
تولي شون للسلطة سوف يتسبب في تموجات في عالم الجريمة الدولية داخل شوارع لندن ، والتي تتكون من المافيا الألبانية برئاسة لوان دوشاج ، وكذلك المافيا التركية ، وعصابات المخدرات الباكستانية ، و الجامايكية يارديز ، ترايدي الصينية ، ندرانجيتا الايطالية ، ومختلف العناصر الإجرامية الأخرى.   

## الشخصيات
- جو كول في دور شون والاس
- Sope Dirisu في دور إليوت فينش
- لوسيان مساماتي في دور إد دوماني
- ميشيل فيرلي في دور ماريان والاس ، زوجة فين والاس.
- Paapa Essiedu في دور ألكسندر أليكس دوماني ، ابن إد دوماني.
- فالين كين بدور جاكلين روبنسون ، الابنة الحامل لفن وماريان والاس ، وطبيبة . إنها تنأى بنفسها عن والاس بسبب روابطها بالجريمة المنظمة التي تخشى أن تؤثر على سلامة طفلها الذي لم يولد بعد .
- نرجس الرشيدي في دور لالي ، وهو مقاتل كردي من حزب العمال الكردستاني يستورد ويشرف على بيع الهيروين في أجزاء من لندن.
- Jing Lusi بدور Victoria 'Vicky' Chung ، مفتش المباحث لشرطة لندن الكبرى.
- بيبا بينيت وارنر بدور شانون دوماني ، وهي أم وحيدة وابنة إد دوماني.
- بريان فيرنيل بدور بيلي والاس ، مدمن هيروين يتعافى والابن الأصغر لفن وماريان والاس.
- أورلي شوكا بدور لوان دوشاج ، زعيم المافيا الألبانية.
- آصف رضا مير بدور آصف أفريدي ، زعيم الهيروين الباكستاني وأب ناصر أفريدي.
- Parth Thakerar بدور ناصر أفريدي ، سياسي يركض إلى عمدة لندن ونجل آصف أفريدي.
- مارك لويس جونز في دور كيني إدواردز ، قائد مجموعة من المسافرين الويلزيين .
- ريتشارد هارينجتون بدور مال ، ملازم من كيني إدواردز.
- جود أكووديكي : تشارلي كارتر ، الملاكم السابق ووالد إليوت فينش.
- Emmett J. Scanlan في دور Jack O'Doherty ، سائق Finn Wallace
- كولم مياني : فين والاس ، رئيس نقابة الجريمة المنظمة ومقرها لندن. [4]
- اليد اب ستيفان بدور دارين إدواردز ، ابن كيني إدواردز
- ديفيد برادلي مثل جيم
- أدريان باور مثل مارك ، المنفذ للالاس.
- راي بانثاكي مثل جيفان كاباديا
- قسطنطين غريغوري مثل مولوتوك
- غاري كوبر مثل جون هاركس ، كبير المفتشين في شرطة لندن الكبرى.

## روابط خارجية
- عصابات لندن (مسلسل تلفزيوني) على موقع IMDb (الإنجليزية)
- عصابات لندن (مسلسل تلفزيوني) على موقع ميتاكريتيك (الإنجليزية)
- عصابات لندن (مسلسل تلفزيوني) على موقع روتن توميتوز (الإنجليزية)
- عصابات لندن (مسلسل تلفزيوني) على موقع كينوبويسك (الروسية)
- عصابات لندن (مسلسل تلفزيوني) على موقع ألو سيني (الفرنسية)
- عصابات لندن (مسلسل تلفزيوني) على موقع قاعدة بيانات الفيلم (الإنجليزية)